# 가계비 균형방식
가계비 균형방식(家計費均衡方式)은 생산자 곡가의 산정 방식의 하나로 농업 노동의 평가 방식을 도시 노동자 세대의 연간 생활수준에 균형이 맞도록 결정하는 것을 말한다. 지금까지는 이것이 한 시간 당 제조업 노임에 균형이 맞았으나, 쌀농사의 노동생산성이 향상되면 곡가가 낮게 산정되는 문제점이 있었다.

## 같이 보기
- 가계비 곡가방식